# Federico Ochoa
Federico Ochoa (* 13. Juli 1940 in Mexiko-Stadt), mit vollem Namen José Federico Ochoa Pérez, ist ein ehemaliger mexikanischer Fußballspieler auf der Position des Torwarts, der nach seiner aktiven Laufbahn als Torwarttrainer tätig war.

## Leben
Der in der mexikanischen Hauptstadt geborene Ochoa spielte auf Amateurbasis für eine Mannschaft mit der Bezeichnung Catalonia in der bedeutendsten Hauptstadtliga und als Profi für seinen „Heimatverein“ Club América sowie den CF Torreón, den CD Zacatepec und den Puebla FC. Außerdem hütete er am 2. Dezember 1969 in einem Spiel um den CONCACAF-Nations-Cup 1969 gegen Guatemala (0:1) das Tor der mexikanischen Nationalmannschaft.
Nach seiner aktiven Laufbahn war Ochoa als Torwarttrainer unter anderem für die UNAM Pumas, Cruz Azul und Necaxa tätig.